# 夸尔托达尔蒂诺
夸尔托达尔蒂诺（義大利語：Quarto d'Altino），是意大利威尼托大区威尼斯省的一个市镇。总面积28.16平方公里，人口8077人，人口密度286.8人/平方公里（2009年）。国家统计（ISTAT）代码为027031。